# Anactinia
Anactinia is een geslacht van neteldieren uit de klasse van de Anthozoa (bloemdieren).

## Soorten
- Anactinia carlgreni Nair, 1949
- Anactinia indiana (Bamford, 1912)
- Anactinia pelagica Annandale, 1909
- Anactinia superficialis (Bamford, 1912)